# Egzyt
Egzyt, egzit – zewnętrzny płat protopoditu odnóża niektórych stawonogów.
Egzyt prekoksopoditu określany jest jako preepipodit i spotykany m.in. u bezpancerzowców i  cienkopancerzowców. Bardziej powszechnie występuje egzyt koksopoditu zwany epipoditem, spotykany u trylobitów, ostrogonów i niektórych skorupiaków. Często pełni funkcje oddechowe. Egzyt bazipoditu ma zwykle często formę członowanej gałęzi, zwanej egzopoditem, a jego obecność uważana jest za pierwotną wśród stawonogów.